# Kolby Sogn

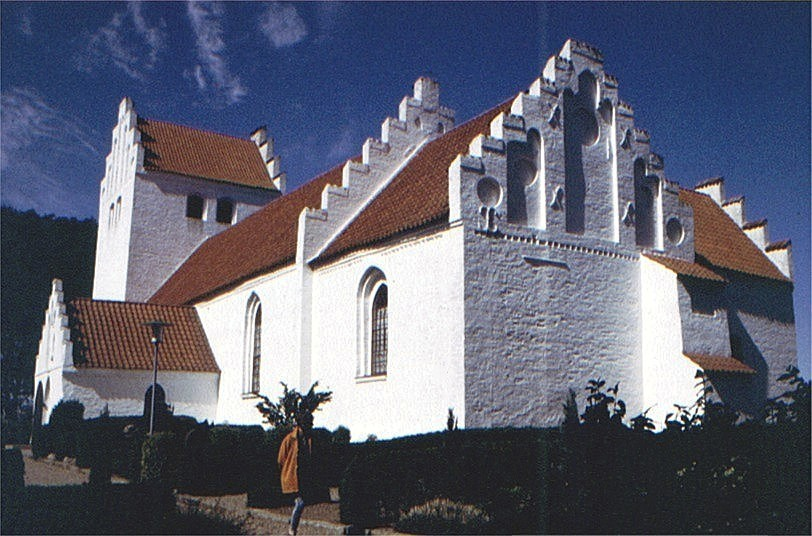
Kirche von Kolby

Kolby Sogn ist eine ehemalige Kirchspielsgemeinde (dän.: Sogn)  auf der dänischen Insel Samsø. Bis 1962 gehörte sie zur Harde Samsø  Herred im Holbæk Amt. 1962 wurde sie kommunalpolitisch mit den vier anderen Kirchspielgemeinden der Insel zur Samsø Kommune zusammengeschlossen, die 1970 in das Århus Amt und bei der Kommunalreform zum 1. Januar 2007 in die Region Midtjylland wechselte. Am 1. Mai 2014 wurde die Gemeinde mit den übrigen auf Samsø zum Samsø Sogn zusammengelegt.
Im Kirchspiel lebten am 1. April 2014 479 Einwohner. Im Kirchspiel liegt die Kirche „Kolby Kirke“.
Landseits wurde Kolby Sogn vom Kirchspiel Tranebjerg umschlossen.